# Phyllastrephus fischeri
Phyllastrephus fischeri е вид птица от семейство Pycnonotidae.

## Разпространение
Видът е разпространен в Кения, Мозамбик, Сомалия и Танзания.